# Tricyphona magra
Tricyphona (Tricyphona) magra là một loài ruồi trong họ Pediciidae. Chúng phân bố ở vùng Indomalaya.